# ETSV Eintracht Kiel 1910
ETSV Eintracht Kiel 1910 is een voetbalvereniging uit Kiel, de hoofdstad van de Duitse deelstaat Sleeswijk-Holstein. Naast voetbal is de club ook actief in handbal, tafeltennis en gymnastiek. 

## Geschiedenis
De club werd opgericht in 1910 als FC Eintracht Kiel. Later werd de naam RSV Eintracht Kiel aangenomen. In 1925 kon de club na een overwinning in de eindronde op Eintracht Flensburg promoveren naar de hoogste klasse van Sleeswijk-Holstein. De club speelde er tot 1927/28 toen ze slachtoffer werden van inkrimping van de competitie. In 1931 slaagde de club er nog in om terug te keren, maar werd laatste. Hierna speelde de club nooit meer op het hoogste niveau en verdween in de anonimiteit.
In 1951 werd de naam ETSV Eintracht aangenomen. In 2002 stopte de club met de jeugdafdeling, maar begon hier in 2007 weer mee. 